# Catocala sutshana
Catocala sutshana là một loài bướm đêm trong họ Erebidae.